# Похід Ігоря Святославича на половців

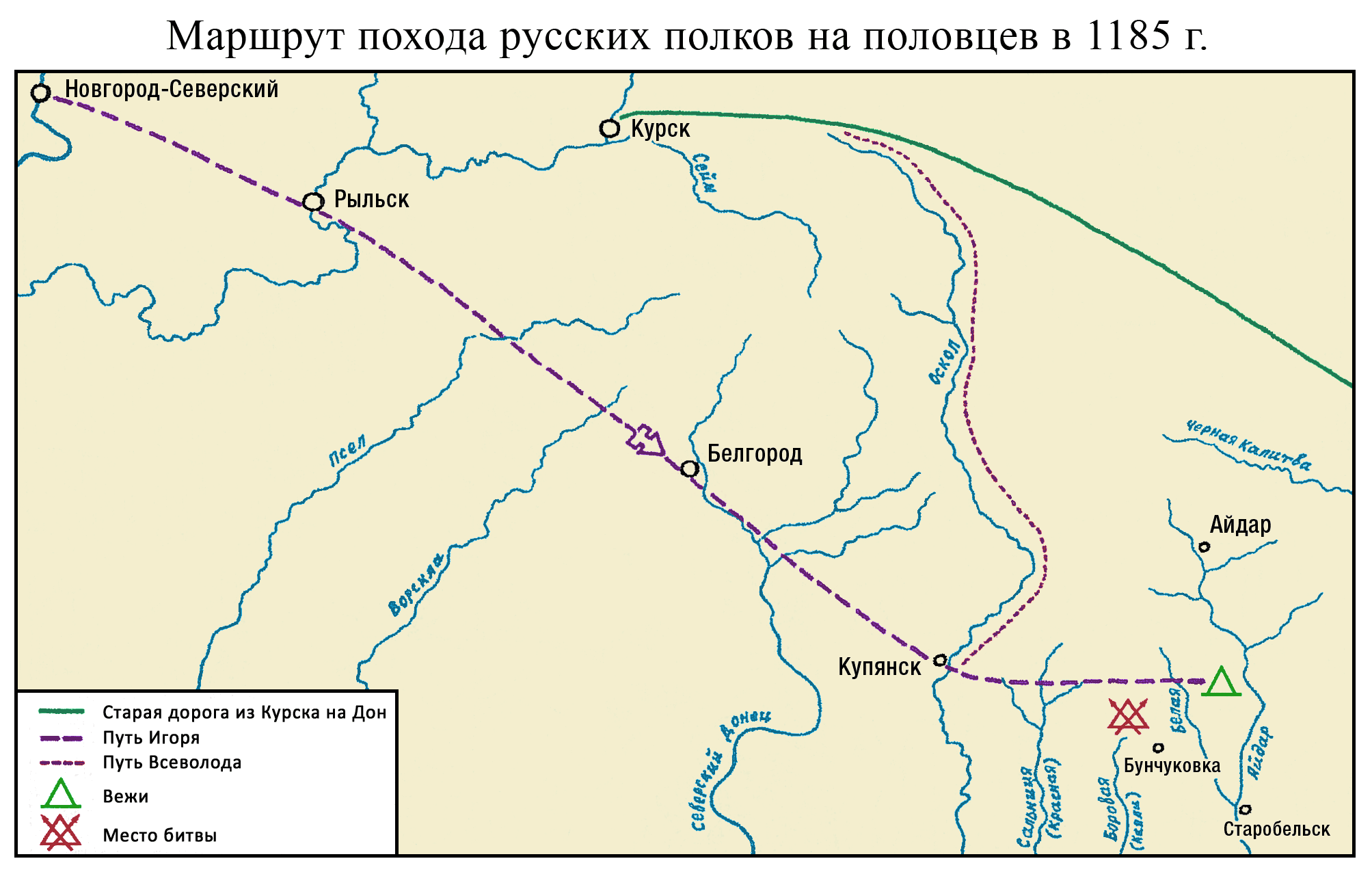
Маршрут походу руських полків на половців у 1185 році

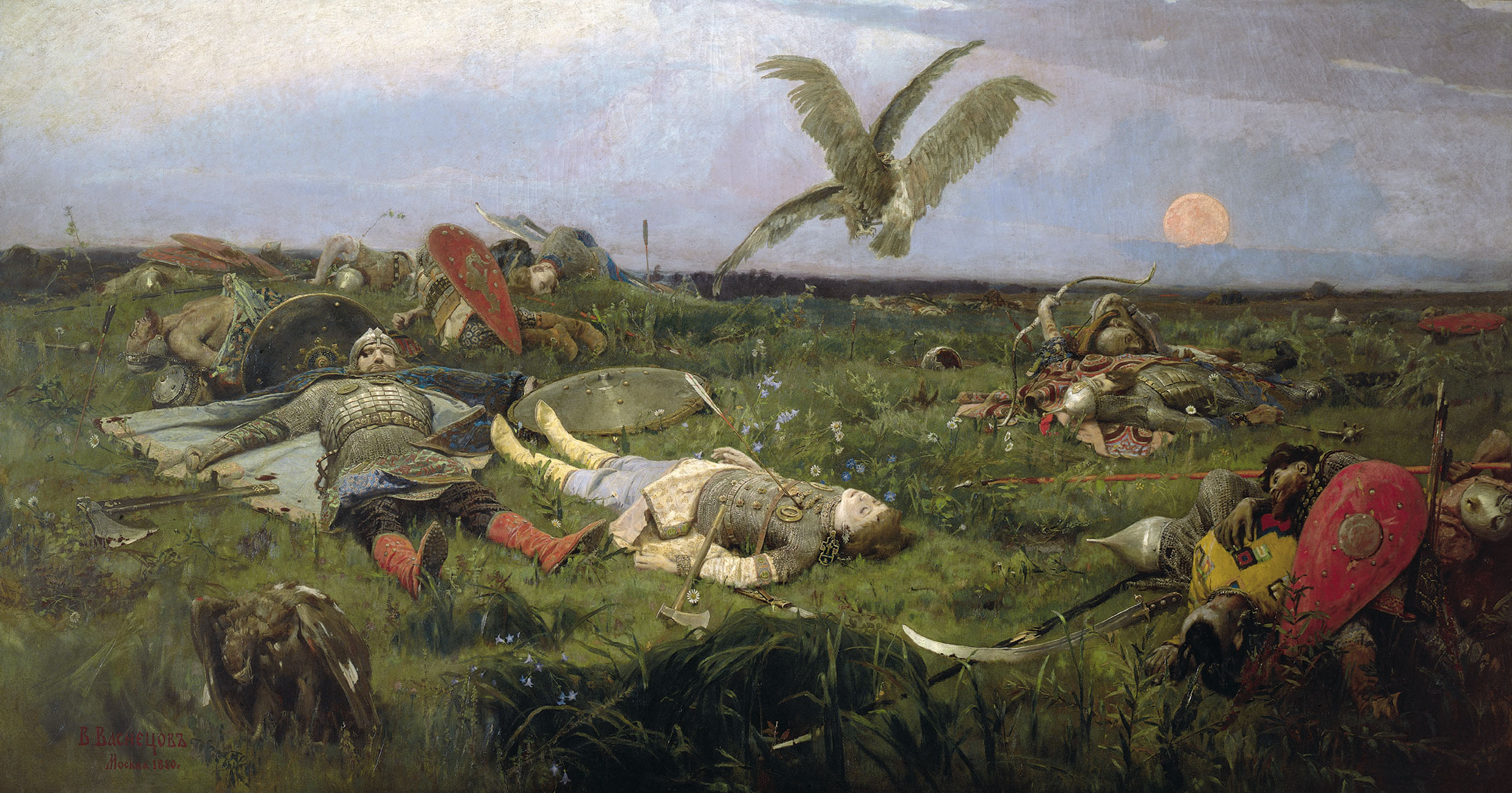
Картина Віктора Васнєцова «Після побоїща Ігоря Святославича з половцями»

Похід Ігоря Святославича Новгород-Сіверського на половців (1185) — сепаратний похід сіверських князів проти половців, які перебували під враженням успіхів київських князів 1183—1184 років, який мав можливою метою повернення контролю над Тмутараканським князівством.

## Сили сторін
Навесні 1185 року Святослав Всеволодович поїхав до своїх північно-східних володінь збирати вояків, щоб іти до Дону на половців на все літо, а Ігор разом з його братом Всеволодом, князем Курським і Трубчевським та племінником Святославом Ольговичем, князем Рильським, організували новий похід. Разом з дружиною ковуїв (залежне від чернігівських князів кочове населення лівого берега Дніпра, споріднене з правобережними чорними клобуками, залежним від київських князів) вони рушили до берегів Дінця.
Джерела вказують на участь у зіткненні майже всіх відомих половецьких племінних груп південно-східної Європи (токсоба, дурут, етоба та ін), за винятком розбитих в 1183—1184 роках лукоморских половців та бурчевичів (бурджогли).

## Тактичні особливості
Літописна повість про похід князя Ігоря на половців містить відомості про бойовий порядок військ руських князів того часу, який в порівнянні з XI століттям став дробитися не тільки по фронту, але і в глибину, при цьому перед великим полком вперше згадується також полк, складений із стрільців від всіх інших полків. При першій зустрічі з половцями на річці Сюурлій (вранці в п'ятницю) удача супроводжувала Ігорю, була захоплена велика здобич. Було організовано переслідування передовим полком Володимира Ігоровича і полком лівої руки Святослава Ольговича. При цьому основні сили (великий полк Ігоря і полк правої руки Всеволода) продовжували зберігати побудову.
На берегах Каяли руське військо зіткнулося з основними силами половців (вранці в суботу). Чисельна перевага половців була настільки серйозна, що наступний бій вівся русичів військами в оточенні. Ведучи бій, вони рухалися до Дінця. Варіант втечі від половців у кінному строю Ігор відкинув, бо не хотів кидати напризволяще чорних людей. Літопис також повідомляє цікаву подробицю, також свідчить про особливості військової справи того часу: отримавши рану, Ігор продовжив рух на коні. Вранці в неділю, після доби безперервного бою на ходу, війська вийшли до озера і почали його обходити. «Слово о полку Ігоревім» містить відсутню в літописній повісті подробицю про те, що Ігор змінив напрямок руху свого полку для допомоги полку Всеволода. Ковуї не витримали і побігли, намагаючись вирватися з оточення. Ігор помчав їм навперейми, щоб спробувати їх повернути, але йому це не вдалося. Повернутися назад сам він також не зміг. Він був узятий в полон, як й інші князі. Багато воїнів загинуло. «Слово о полку Ігоревім» узагальнено говорить про три дні бою з половцями, уточнюючи, що на третій день стяги Ігоря впали до полудня.
Половці вторглися на Русь по двох напрямках: до Переяславу і в Посем'я. У Переяславі сів в облогу Володимир Глібович, а в Курську і Путивлі Святослав Всеволодович встиг прислати своїх синів Олега і Володимира. Одночасно Святослав з'єднався з Рюриком біля Заруба, готуючись форсувати Дніпро, щоб прийти на допомогу обложеним у Переяславі. Половці не стали чекати зіткнення і пішли. Половцям вдалося спалити тільки місто Римів.
З полону Ігор утік, залишивши там свого сина Володимира, який повернувся пізніше, одружившись із дочкою Кончака.

## У мистецтві
Цей похід Ігоря Святославича на половців послужив канвою для знаменитого «Слова о полку Ігоревім».